# کسی خرچنگ
کسی خرچنگ یک ستاره است که در صورت فلکی خرچنگ قرار دارد.